# فانجيل زغورو
فانجيل زغورو (بالألبانية: Vangjel Zguro) (4 مارس 1993 ببوغراديك في ألبانيا - ) هو لاعب كرة قدم ألباني في مركز الوسط.

## روابط خارجية
- فانجيل زغورو على موقع قاعدة بيانات كرة القدم.إي يو (الإنجليزية)
- فانجيل زغورو على موقع Soccerway.com (الإنجليزية)
- فانجيل زغورو على موقع عالم كرة القدم.نت (الإنجليزية)